# فيكتور دانييلسن نورمان
فيكتور دانييلسن نورمان (بالبوكمول: Victor Norman) هو اقتصادي وبروفيسور وسياسي نرويجي، ولد في 24 يوليو 1946 في النرويج. حزبياً، نشط في حزب المحافظين. وقد انتخب وزير الإدارة الحكومية والإصلاح وشؤون الكنيسة ‏ (19 أكتوبر 2001 – 8 مارس 2004) وانتخب عضو برلمان النرويج ‏.

## روابط خارجية
- فيكتور دانييلسن نورمان على موقع IMDb (الإنجليزية)